# Zoroides dalmasi
Zoroides dalmasi är en spindelart som beskrevs av Lucien Berland 1924. Zoroides dalmasi ingår i släktet Zoroides och familjen taggfotsspindlar.
Artens utbredningsområde är Nya Kaledonien. Inga underarter finns listade i Catalogue of Life.